# Contea di Benton (Arkansas)
La contea di Benton, in inglese Benton County, è una contea dello Stato dell'Arkansas, negli Stati Uniti. La popolazione al censimento del 2000 era di 153 406 abitanti. Il capoluogo di contea è Bentonville. Il nome della contea le è stato dato in onore a Thomas Hart Benton, senatore del Missouri.

## Geografia fisica
La contea di Benton si trova nella parte nord-occidentale dell'Arkansas. L'U.S. Center Bureau certifica che l'estensione della contea è di 2280 km², di cui 2191 km² composti da terra e i rimanenti 89 km² composti di acqua.

### Contee confinanti
- Contea di Barry (Missouri) - nord
- Contea di Carroll (Arkansas) - est
- Contea di Madison (Arkansas) - sud-est
- Contea di Washington (Arkansas) - sud
- Contea di Adair (Oklahoma) - sud-ovest
- Contea di Delaware (Oklahoma) - ovest
- Contea di McDonald (Missouri) - nord-ovest

## Principali strade ed autostrade
- Interstate 540
- U.S. Highway 62
- U.S. Highway 71
- U.S. Highway 412
- Highway 12
- Highway 16
- Highway 43
- Highway 59
- Highway 72
- Highway 94
- Highway 102

## Storia
La contea di Benton fu costituita il 30 settembre 1836.

## Città e paesi
| - Avoca - Bella Vista - Bentonville - Bethel Heights - Cave Springs - Centerton - Decatur | - Elm Springs - Garfield - Gateway - Gentry - Gravette - Highfill - Little Flock | - Lowell - Pea Ridge - Prairie Creek - Rogers - Siloam Springs - Springtown - Sulphur Springs |